# Исаврия
Исаврия (на гръцки: Ισαυρία) е неголяма историческа област в южната част на Мала Азия, днес на територията на Турция. Населявана е в Античността от исаври, войнствена народност, чийто произход не е изяснен. Сред големите градове на Исаврия е Иринопол, а самата област е известна и с гръцкото си наименование Декапол, т.е. Десетоградие, поради административното включване на крайречните средиземноморски градове на Киликия към Исаврия от римляните.

## Разположение
Исаврия се намира на територията на днешния турски вилает Кония, като областта е била заключена от масива на Тавър и историческа Киликия от югоизток и юг, Писидия от запад, Фригия от североизток, и Ликаония от север. Центърът на Исаврия е южно от Кония и Листра. Двата основни града на областта са Нова Исавра в подножието на планината и Стара Исавра на планинския вододел.

## История
След завземането ѝ от римляните през 76/75 г. пр.н.е. Исаврия е включена в провинция Галатия. През 4 век е отделена от Киликия в отделна провинция Исаврия-Ликаония, а по-късно и само в Исаврия. Римската провинция Исаврия на север граничи с Галатия, а на юг, посредством Таврийския хребет, с Киликия.
Исаврите са известни като войнстващи планинци още от римско време, поради участието се в бунта срещу Требониан Гал. През 4 век са описани от Амиан Марцелин като „бич божи“ за съседните римски провинции в Мала Азия. Едва Юстиниан I успява да ги укроти. Исаврийци са двама източноримски императори, Зенон и Лъв III, като исаврийците са предпочитаните византийски легионери за личната преторианска гвардия на императора, а много от тях са и военачалници.